# Jagatjit Singh
Jagatjit Singh Sahib Bahadur (24 de noviembre de 1872 – 19 de junio de 1949) fue Maharajá de Kapurthala en el Imperio británico de India de 1877 hasta su muerte en 1949. Ascendió al trono de Kapurthala el 16 de octubre de 1877. Asumió el mandato el 24 de noviembre de 1890 e inició viajes alrededor del mundo fue como Francófilo. Nació de la familia Alhuwalia Sandhu. Ordenó la construcción de palacios y jardines en la ciudad de Kapurthala; su palacio principal Jagatjit fue construido como modelo del Palacio de Versalles.
También construyó un gurudwara en Sultanpur Lodhi, sagrado para Guru Nanak.
Se desempeñó como Representante de la India en la Asamblea General de la Sociedad de Naciones en Ginebra en 1925, 1927 y 1929, asistió a la Conferencia de la Mesa Redonda en 1931 y fue Vicegobernador de la PEPSU en el momento de su muerte en 1949, a la edad de 76. Era primo del Sardar Bhagat Singh, uno de los pocos jueces indios del Tribunal Superior durante el Raj británico. Su nieto Arun Singh fue ministro en el gobierno de Rajiv Gandhi.

## Títulos
Su nombre completo era: General de División Su Alteza Farzand-i-Dilband Rasikh-al-Iqtidad-i-Daulat-i-Inglishia, Raja-i-Rajagan, Maharaja Sir Jagatjit Singh Sahib Bahadur, Maharaja de Kapurthala, GCSI, GCIE, GBE .
Durante su vida adquirió muchos otros títulos:
- 1872-1877: Tikka Raja Sri Jagatjit Singh Sahib Bahadur
- 1877–1897: Su Alteza Farzand-i-Dilband Rasikh-al-Iqtidad-i-Daulat-i-Inglishia, Raja-i-Rajagan, Raja Jagatjit Singh Sahib Bahadur, Raja de Kapurthala
- 1897-1911: Su Alteza Farzand-i-Dilband Rasikh-al-Iqtidad-i-Daulat-i-Inglishia, Raja-i-Rajagan, Raja Sir Jagatjit Singh Sahib Bahadur, Raja de Kapurthala, KCSI
- 1911-1918: Su Alteza Farzand-i-Dilband Rasikh-al-Iqtidad-i-Daulat-i-Inglishia, Raja-i-Rajagan, Maharaja Sir Jagatjit Singh Sahib Bahadur, Maharaja de Kapurthala, GCSI
- 1918-1921: Teniente Coronel Su Alteza Farzand-i-Dilband Rasikh-al-Iqtidad-i-Daulat-i-Inglishia, Raja-i-Rajagan, Maharaja Sir Jagatjit Singh Sahib Bahadur, Maharaja de Kapurthala, GCSI
- 1921-1926: Teniente Coronel Su Alteza Farzand-i-Dilband Rasikh-al-Iqtidad-i-Daulat-i-Inglishia, Raja-i-Rajagan, Maharaja Sir Jagatjit Singh Sahib Bahadur, Maharajá de Kapurthala, GCSI, GCIE
- 1926–1927: Coronel Su Alteza Farzand-i-Dilband Rasikh-al-Iqtidad-i-Daulat-i-Inglishia, Raja-i-Rajagan, Maharaja Sir Jagatjit Singh Sahib Bahadur, Maharaja de Kapurthala, GCSI, GCIE
- 1927–1943: Coronel Su Alteza Farzand-i-Dilband Rasikh-al-Iqtidad-i-Daulat-i-Inglishia, Raja-i-Rajagan, Maharaja Sir Jagatjit Singh Sahib Bahadur, Maharaja de Kapurthala, GCSI, GCIE, GBE
- 1943-1948: Brigadier Su Alteza Farzand-i-Dilband Rasikh-al-Iqtidad-i-Daulat-i-Inglishia, Raja-i-Rajagan, Maharaja Sir Jagatjit Singh Sahib Bahadur, Maharajá de Kapurthala, GCSI, GCIE, GBE
- 1948-1949: General de División Su Alteza Farzand-i-Dilband Rasikh-al-Iqtidad-i-Daulat-i-Inglishia, Raja-i-Rajagan, Maharaja Sir Jagatjit Singh Sahib Bahadur, Maharaja de Kapurthala, GCSI, GCIE, GBE

## Honores
Esta es una lista de las órdenes y medallas otorgadas a Jagatjit Singh, en el mismo orden que aparece en la banda de la cinta: 

### Decoraciones Británicas
- Gran Caballero Comandante de la Orden de la Estrella de la India (GCSI) 1911 (KCSI: 1897)
- Gran Caballero Comandante de la Orden del Imperio de la India (GCIE) 1 de enero de 1921
- Gran Cruz de Caballero de la Orden del Imperio Británico (GBE) 29 de noviembre de 1927[2]

### Medallas
- Medalla del Jubileo de Diamante de la Reina Victoria en Oro 1897
- Medalla Delhi Durbar en oro 1903
- Medalla de la coronación del rey Jorge V, con cierre Delhi Durbar 1911
- Medalla del Jubileo de Plata del Rey Jorge V 1935
- Medalla de la Coronación del Rey Jorge VI 1937
- Medalla de la Independencia de la India 1947

#### Decoraciones extranjeras
- Gran Cruz de la Orden de la Corona, Primera Clase del Reino de Prusia 1911
- Gran Cordón de la Orden del Nilo del Reino de Egipto 1924
- Gran Cordón de la Orden Alauí del Reino de Marruecos 1924
- Gran Cruz de la Orden de los Santos Mauricio y Lázaro del Reino de Italia 1924
- Gran Cruz de la Orden al Mérito de Chile 1925
- Gran Cruz de la Orden del Sol del Perú 1925
- Gran Cruz de la Orden de la Cruz Roja de Honor y Mérito de Cuba 1925
- Gran Cruz de la Orden de la Estrella de Rumanía 1926
- Gran Cruz de la Orden de Menelik II del Imperio de Etiopía 1928
- Gran Cruz de la Orden de San Sava del Reino de Yugoslavia 1928[3]
- Gran Cruz de la Orden de Carlos III del Reino de España 1928
- Gran Cordón de la Orden de la Gloria de Túnez 1928
- Gran Cruz de la Real Orden de Camboya 1929
- Gran Cordón de la Orden de la Corona del Imperio de Irán 1930
- Gran Cruz de la Orden del León Blanco, Primera Clase de Checoslovaquia 1934
- Gran Cruz de la Orden de Santa Águeda de San Marino 1935
- Gran Cruz de la Orden de San Silvestre del Vaticano 1935
- Gran Cruz de la Legión de Honor de Francia 1948 (Gran Oficial: 1924)
- Gran Cruz de la Orden Hamidiya del Mérito del Estado de Rampur 1926

## Matrimonios
- Singh se casó por primera vez en Paprola, el 16 de abril de 1886, con la Maharaní Harbans Kaur Sahiba, hija del Mian Ranjit Singh Guleria de Paprola (murió el 17 de octubre de 1941 en Mussoorie, de insuficiencia cardíaca). Tuvieron un hijo.
- Casado en segundo lugar en Katoch, 1891, con la Raní Parvati Kaur Sahiba, hija de un Sardar de Katoch (murió el 20 de febrero de 1944 en Kapurthala). Tuvieron un hijo.
- Casado en tercer lugar en Bashahr, 1892, con la Raní Lakshmi Kaur Sahiba, una princesa de una familia Rajput de Bashahr (murió en septiembre de 1959 en Kapurthala). Tuvieron un hijo.
- Casado en cuarto lugar en Jubbal, 1895, con la Raní Kanari Sahiba, hija del Dewan de Jubbal (fallecida alrededor de 1910). Tuvieron un hijo y una hija.
- Casado en quinto lugar en París, el 28 de enero de 1908 (luego divorciado), con la Raní Prem Kaur Sahiba [de soltera Anita Delgado], (nacida en 1890 en Málaga, España, murió el 7 de julio de 1962 en Madrid, España, de insuficiencia cardíaca). Tuvieron un hijo.
- Sexto matrimonio en Kapurthala, 1942, con la raní Tara Devi Sahiba [de soltera Eugenie Grosup]; era actriz, e hija de un conde checo y de Nina Marie Grossupova.

## En la cultura popular
- Probablemente como una reminiscencia de su matrimonio con Anita Delgado, Don Pimpón, un personaje de la versión española de Plaza Sésamo, afirmó haber viajado mucho por el mundo con "su amigo el maharajá de Kapurthala".
- Apareció en el episodio Orphans de American Horror Story: Freak Show en un flashback en el que le da a Elsa Mars la custodia de Mahadevi "Ma Petite" Patel.